# Sauteria yatsuensis
Sauteria yatsuensis là một loài rêu trong họ Cleveaceae. Loài này được S. Hatt. mô tả khoa học đầu tiên năm 1955.